# Onychopterocheilus pallasii
Onychopterocheilus pallasii är en stekelart som först beskrevs av Johann Christoph Friedrich Klug 1805.  Onychopterocheilus pallasii ingår i släktet Onychopterocheilus och familjen Eumenidae. Inga underarter finns listade i Catalogue of Life.